# Chlamys puymoriae
Espèce
Synonymes
- Pecten puymoriae Mayer-Eymar, 1857

Chlamys puymoriae est une espèce éteinte de mollusques bivalves ayant vécu au Miocène.

## Description
Chlamys puymoriae est connu dans les faluns de Touraine ou de Bretagne.
Charles Armand Picquenard indique pour le décrire en 1922, que c'est une « Espèce ayant de 2 à 4 centimètres dans son plus grand diamètre portant le plus ordinairement sur les valves huit à dix fortes côtes à dos arrondi, parfois sillonné, parfois bifurquées et une fine ornementation transversale squameuse imbriquée généralement très apparente sur les côtes. ».